# (18782) Joanrho
(18782) Joanrho (1999 JJ46) – planetoida z pasa głównego asteroid okrążająca Słońce w ciągu 3,72 lat w średniej odległości 2,4 j.a. Odkryta 10 maja 1999 roku.